# Kristin Davis
Kristin Landen Davis (hay Kristin Lee Davis, sinh ngày 23 tháng 2 năm 1965) là một nữ diễn viên người Mỹ.

## Danh sách phim

### Điện ảnh
| Năm  | Tên                                            | Vai                        | Ghi chú                                        |
| ---- | ---------------------------------------------- | -------------------------- | ---------------------------------------------- |
| 1987 | Doom Asylum                                    | Jane                       |                                                |
| 1991 | N.Y.P.D. Mounted                               | Young Lady                 |                                                |
| 1995 | Nine Months                                    | Tennis Attendant           |                                                |
| 1995 | Alien Nation: Body and Soul                    | Karina Tivoli              |                                                |
| 1996 | The Ultimate Lie                               | Claire McGrath             |                                                |
| 1997 | A Deadly Vision                                | Babette Watson             |                                                |
| 1998 | Traveling Companion                            | Annie                      |                                                |
| 1998 | Sour Grapes                                    | Riggs                      |                                                |
| 1999 | Atomic Train                                   | Megan Seger                |                                                |
| 2000 | Take Me Home: The John Denver Story            | Annie Denver               |                                                |
| 2000 | Blacktop                                       | Sylvia                     |                                                |
| 2001 | Someone to Love                                | Lorraine                   |                                                |
| 2001 | Three Days                                     | Beth Farmer                |                                                |
| 2004 | The Winning Season                             | Mandy                      |                                                |
| 2005 | Soccer Moms                                    | Brooke                     |                                                |
| 2005 | The Adventures of Sharkboy and Lavagirl in 3-D | Max's Mom                  |                                                |
| 2006 | The Shaggy Dog                                 | Rebecca Douglas            |                                                |
| 2006 | Deck the Halls                                 | Kelly Finch                |                                                |
| 2008 | Sex and the City                               | Charlotte York Goldenblatt |                                                |
| 2009 | Couples Retreat                                | Lucy Tippaglio             |                                                |
| 2010 | Sex and the City 2                             | Charlotte York Goldenblatt | Đề cử – People's Choice Awards - Favorite Cast |
| 2011 | Jack and Jill                                  | Delilah                    |                                                |
| 2012 | Journey 2: The Mysterious Island               | Elizabeth Anderson         |                                                |
| 2012 | Of Two Minds                                   | Billie Clark               |                                                |
| 2016 | Z Nation                                       |                            |                                                |
| 2016 | A Heavenly Christmas                           | Eve                        |                                                |

### Sân khấu
| Năm  | Tên              | Vai            |
| ---- | ---------------- | -------------- |
| 2012 | The Best Man     | Mabel Cantwell |
| 2014 | Fatal Attraction | Beth Gallagher |